# مهارت‌های اجتماعی

ارائه توضیحات شفاهی دربارهٔ یک درخت برای شخص دیگر؛ یک روش ارتباطی

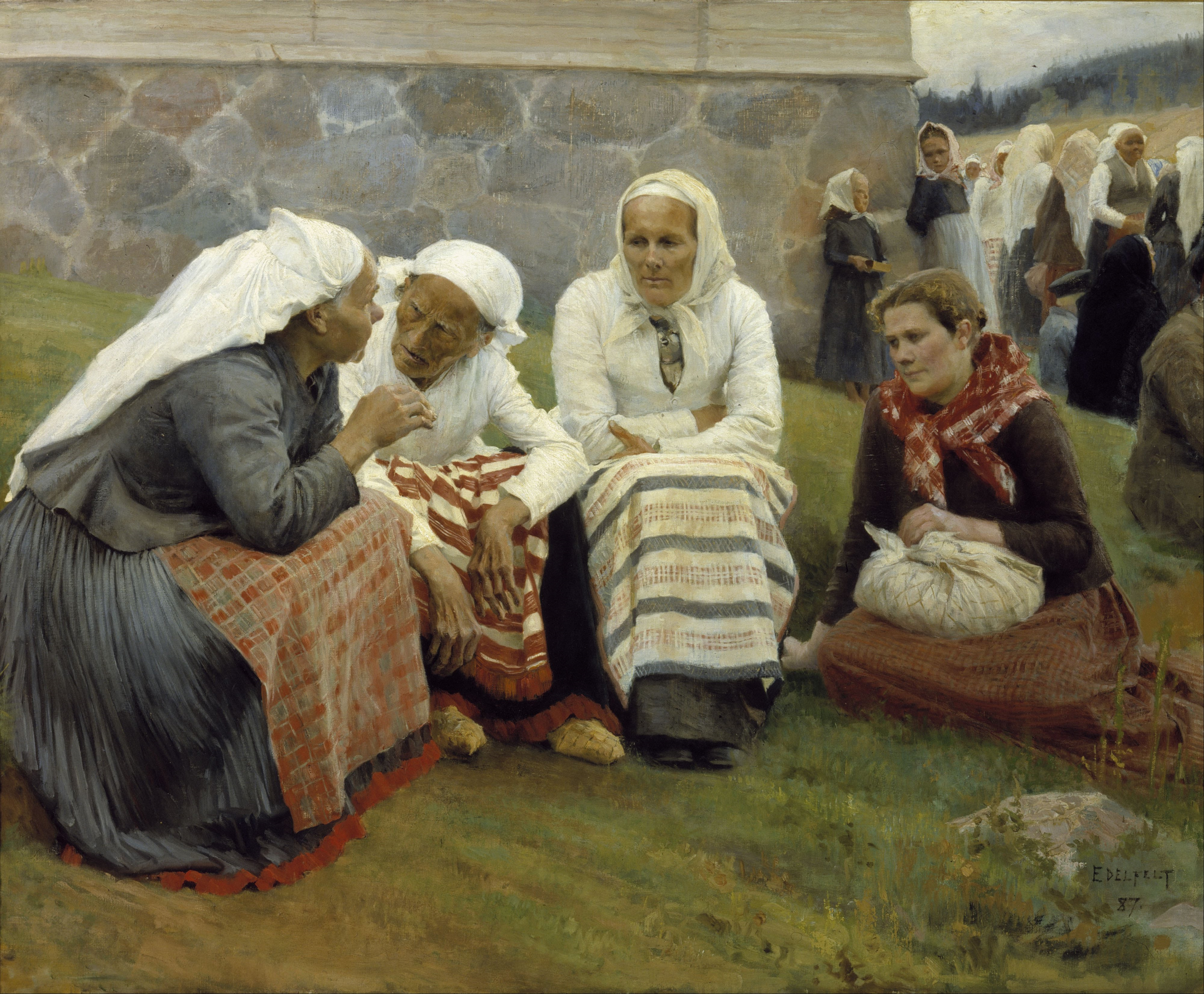
جمع زنان نشسته در حال گفتگو به عنوان یکی از مهارت‌های اجتماعی

به مجموعه مهارت‌هایی که به ما اجازه می‌دهند تا با دیگران ارتباط برقرار کنیم، مهارت‌های اجتماعی می‌گویند.
مهارت‌های میان فردی مثبت عبارتند از: اقناع، گوش دادن پویا (en)، تفویض، مباشرت.
مهارت‌های بین فردی عملیاتی است که برای تعامل مؤثر با دیگران استفاده می‌شود. مهارت‌های بین فردی مربوط به مقوله‌های تسلط در برابر تسلیم، عشق در مقابل نفرت، وابستگی در مقابل پرخاشگری و کنترل در مقابل خودمختاری است. مهارت‌های بین فردی مثبت شامل اقناع، گوش دادن فعال، تفویض اختیار و سرپرستی و سایر مهارت‌ها است. روانشناسی اجتماعی، یک رشته دانشگاهی متمرکز بر تحقیقات مربوط به عملکرد اجتماعی، نحوه یادگیری مهارتهای بین فردی را از طریق تغییرات جامعه در نگرش، تفکر و رفتار مطالعه می‌کند.

## دسته‌بندی
مهارت‌های اجتماعی ابزاری است که افراد را قادر می‌سازد تا ارتباط برقرار کنند، یاد بگیرند، کمک بخواهند، نیازها را از راه‌های مناسب برآورده کنند، با دیگران کنار بیایند، دوست شوند، روابط سالم برقرار کنند، از خود محافظت کنند و به‌طور کلی قادر به تعامل هماهنگ با جامعه باشند. مهارت‌های اجتماعی ویژگی‌های اساسی شخصیت مانند اعتماد، احترام، مسئولیت پذیری، انصاف، مراقبت و شهروندی را ایجاد می‌کنند. این صفات به ساختن یک قطب‌نما اخلاقی درونی کمک می‌کند، به افراد اجازه می‌دهد تا در تفکر و رفتار خود، و در نتیجه صلاحیت اجتماعی ، انتخاب‌های خوبی داشته باشند.
مهارت‌های مهم اجتماعی که توسط اداره استخدام و آموزش شناسایی شده‌اند عبارتند از:
- هماهنگی - تنظیم اقدامات در ارتباط با عملکرد دیگران.
- راهنمایی - آموزش و کمک به دیگران برای انجام کاری (به عنوان مثال یک شریک مطالعه).
- مذاکره - بحث با هدف دستیابی به توافق است.
- اقناع - عمل یا واقعیت اقناع کسی یا ترغیب شدن به انجام یا باور کردن کاری.
- سرویس دهی - فعالانه در جستجوی راه‌هایی برای پیشرفت دلسوزانه و رشد روانی - اجتماعی با مردم هستید.
- ادراک اجتماعی - آگاهی از واکنشهای دیگران و توانایی پاسخگویی به روشی درک شده.

مهارتهای اجتماعی هم با اهداف اصلی و هم با اهداف فرعی معطوف می‌شوند. به عنوان مثال، تعامل در محل کار که توسط یک کارمند جدید با یک کارمند ارشد آغاز شده‌است، در ابتدا شامل یک هدف اصلی است. این کار برای جمع‌آوری اطلاعات خواهد بود و سپس هدف فرعی ایجاد رابطه برای دستیابی به هدف اصلی خواهد بود. تاکئو دُی در مطالعه خود از آگاهی این را به عنوان tatemae، به معنی قراردادها و عبارات کلامی و honne، به معنای انگیزه واقعی در پشت کنوانسیون‌ها متمایز کرد.

### اعتیاد به الکل
مهارت‌های اجتماعی در افرادی که از اعتیاد به الکل رنج می‌برند اغلب به‌طور قابل توجهی مختل می‌شود. این امر به دلیل اثرات طولانی مدت نوروتوکسیک سوءمصرف الکل بر مغز، به ویژه ناحیه قشر جلوی مغز است. مهارت‌های اجتماعی که به‌طور معمول در اثر سوءمصرف الکل مختل می‌شوند، شامل اختلالات در درک احساسات صورت، مشکلات درک عروضی و نظریه نقص ذهن هستند. توانایی درک شوخ‌طبعی نیز در سوءمصرف کنندگان الکل اغلب مختل می‌شود. اختلال در مهارت‌های اجتماعی همچنین می‌تواند در افرادی که از اختلالات طیف الکل جنین رنج می‌برند نیز رخ دهد. این کمبودها در طول زندگی افراد آسیب دیده ادامه دارد و ممکن است به مرور زمان به دلیل اثرات پیری بر مغز بدتر شود.

### اختلال بیش فعالی
افراد مبتلا به اختلال کم‌توجهی - بیش‌فعالی و اختلال کم‌توجهی - بیش‌فعالی اغلب در مهارت‌های اجتماعی مانند تعامل اجتماعی مشکل دارند. تقریباً نیمی از کودکان و نوجوانان بیش فعال طرد همسالان را تجربه می‌کنند، در مقایسه با ۱۰–۱۵ درصد جوانان غیر بیش فعال. نوجوانان مبتلا به بیش فعالی احتمالاً دوستی نزدیک و روابط عاشقانه ندارند. همتایان آنها معمولاً به عنوان افراد نابالغ یا اخراج شده اجتماعی در نظر گرفته می‌شوند، به استثنای همسالانی که خود مبتلا به بیش فعال یا اختلالات مرتبط هستند یا تحمل بالایی برای چنین علائمی دارند. با شروع بلوغ، ایجاد چنین روابطی آسان‌تر می‌شود. آموزش مهارت‌های اجتماعی، اصلاح رفتار و دارو اثرات مفیدی دارد. برای جوانان بیش فعال مهم است که به منظور کاهش ظهور آسیب‌شناسی روانشناختی، با افرادی که درگیر فعالیتهای انحرافی / بزهکاری یا بیماریهای روانی و ناتوانی در رشد نیستند، دوستی برقرار کنند. روابط ضعیف با همسالان می‌تواند به اختلال افسردگی عمده، جرم، شکست در مدرسه و اختلال سوءمصرف مواد کمک کند.